# Callianassa kraussi
Callianassa kraussi är en kräftdjursart som beskrevs av Stebbing 1900. Callianassa kraussi ingår i släktet Callianassa och familjen Callianassidae. Inga underarter finns listade i Catalogue of Life.